# Institut Paoli-Calmettes
Pour les articles homonymes, voir IPC, Paoli et Calmettes.
L'Institut Paoli-Calmettes (IPC) est un des 18 centres régionaux de lutte contre le cancer de France, et il se situe à Marseille depuis 1925.
Établissement de santé privé d'intérêt collectif (ESPIC) régi par le Code de la santé publique en tant que Centre régional de lutte contre le cancer, l'Institut assure des missions de niveau hospitalo-universitaire dans le domaine de la cancérologie et précisément la prise en charge globale de l'ensemble des pathologies cancéreuses pour la région PACA Ouest et la Corse. L'Institut Paoli-Calmettes est chargé, par la loi, d'une mission de service public en matière de cancérologie.

## Historique
En 1923, par décret gouvernemental, un Institut pour l’étude du cancer et du radium ouvre à Marseille. En 1927, le centre est transféré à l'Hôpital Sainte-Marguerite. En 1947, il est reconnu d'utilité publique par décret. En 1969, le centre s'installe dans le bâtiment principal actuel. En 1974, le professeur Xavier Sérafino décide de lui donner le nom d’Institut Paoli-Calmettes. C'est un hommage au Professeur Jean Paoli, directeur Général (1952-1970) et à Irène Calmettes (Infirmière et surveillante générale engagée dans le traitement des cancers depuis 1927),.

## Chiffres 2023[4]
- Personnel : 2 000 salariés dont 377 praticiens

## Plateaux techniques[4]

### Bloc opératoire
- 12 salles de blocs opératoires dont 3 dédiées à l’endoscopie,
- 2 robots chirurgicaux,
- 1 dispositif de radiothérapie per opératoire.

### Radiothérapie
- 4 accélérateurs,
- 1 scanner de dosimétrie.

### Imagerie
- 2 scanners,
- 1 IRM,
- 1 unité imagerie de la femme,
- 1 bloc de radiologie interventionnelle,
- 2 salle d’échographie,
- 1 salle de radiologie conventionnelle.

### Médecine nucléaire
- 2 Gamma caméras,
- 1 TEP TDM.

### Cytaphérèse
- 4 machines,

### Biologie du cancer
- 1 Laboratoire de Biopathologie,
- 1 Laboratoire d'oncogénétique (somatique et constitutionnelle).

## Activité de recherche en 2018[4]

### Domaines de spécialité
- Onco-hématologie
- Cancers du sein
- Cancers digestifs
- Cancers urologiques
- Cancers gynécologiques

### Ressources humaines
- 19 équipes de recherche soutenues par 14 plateformes technologiques de pointe,
- 1 équipe de recherche en Sciences économiques & sociales de la santé & traitement de l’information médicale.

### Plateformes de recherche clinique
- 1 département de recherche clinique et innovation,
- 1 centre d’essais cliniques de phases précoces,
- 1 centre de bio-statistique et de gestion des données,
- 1 plateforme de développement de médicaments innovants,
- 1 267 patients inclus dans des protocoles de recherche clinique.

## Cancers pris en charge à l'Institut Paoli-Calmettes
Au sein de l’Institut Paoli-Calmettes, les pathologies cancéreuses suivantes sont prises en charge :
- cancers digestifs,
- cancers endocriniens,
- cancer du sein,
- cancers gynécologiques,
- cancers hématologiques,
- cancers ORL,
- cancers de la peau,
- cancers thoraciques,
- cancers urologiques,
- sarcomes et autres tumeurs conjonctives[5].

Liste complète : https://www.institutpaolicalmettes.fr/cancers-pris-en-charge-par-ipc/